# Alexandra Ehle
Alexandra Ehle est une série télévisée française créée et écrite par Elsa Marpeau, diffusée d'abord en Suisse depuis le 24 mars 2018 sur RTS Un, en Belgique depuis le 25 mars 2018 sur La Une et, en France, depuis le 27 mars 2018 sur France 3.

## Synopsis
La série suit Alexandra Ehle, une médecin légiste de Bordeaux reconnue brillante, mais aussi très fantasque. En plus de son travail au sein de la morgue, Ehle s’est donnée pour mission de rendre justice aux morts, ce qui la pousse à mener ses propres enquêtes. Elle se retrouve souvent en concurrence avec le commandant Antoine Doisneau, de la police judiciaire. Ehle est également secondée par Théo Durrel, son assistant.

## Fiche technique
Les différents intervenants techniques sont :
- Créatrice : Elsa Marpeau
- Scénario : Elsa Marpeau
- Réalisation : Nicolas Guicheteau, François Basset
- Musique originale : Stéphane Le Gouvello
- Producteurs : Christophe Carmona et Clémentine Vaudaux
- Société de production : Carma Films, avec la participation de France Télévisions, en coproduction avec la RTBF, Nexus Factory avec la participation de la RTS, avec le soutien de la Région Nouvelle-Aquitaine, en partenariat avec le CNC
- Producteur exécutif : Jean-Claude Marchant
- Genre : série policière
- Durée : 90 minutes
- Diffusion :
  -  Suisse : depuis le 24 mars 2018 sur RTS Un
  -  Belgique : depuis le 25 mars 2018 sur La Une
  -  France : depuis le 27 mars 2018 sur France 3

## Distribution

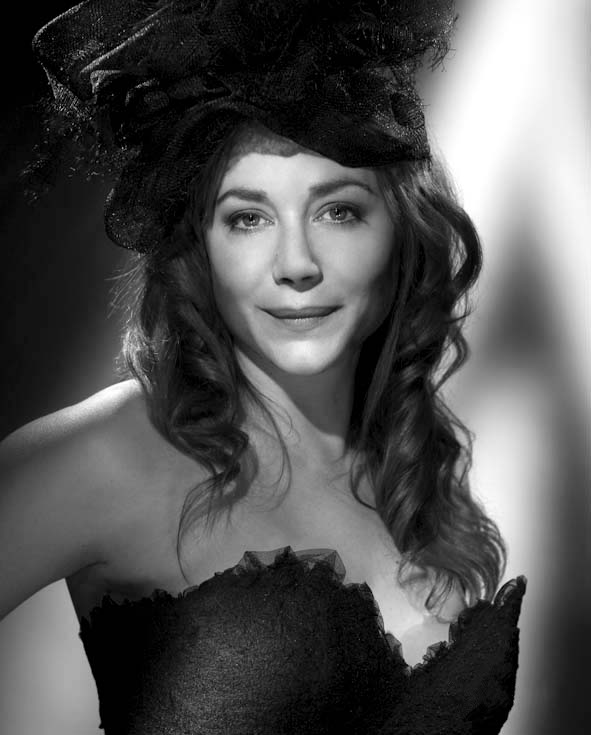
Julie Depardieu interprète le rôle-titre

### Acteurs principaux
- Julie Depardieu : Alexandra Ehle, médecin légiste
- Bernard Yerlès : Antoine Doisneau, commandant de police et frère d'Alexandra
- Xavier Guelfi : Théo Durrel, thanatologue assistant
- Sophie Le Tellier : Ludivine Moret, entomologiste
- Quentin Baillot : Louis Pincé, coéquipier d'Antoine, fiancé puis époux de Ludivine
- Andréa Ferréol : Laurette Doisneau, mère d'Antoine et d'Alexandra
- François Berléand : Robin, père d'Alexandra
- Émilie Lehuraux : Iggy Bevilacqua, fille illégitime d'Antoine (sauf pilote)
- Thomas VDB : Samuel, ex-mari d’Alexandra
- André Manoukian : Aurélien Durrel, psychanalyste et père de Théo, puis compagnon d'Alexandra (depuis la saison 3)
- Sara Martins : Diane Dombres, odontologiste et cheffe du service médico-légal (saison 1 et 2 puis depuis la saison 4; invitée saison 3)
- Valérie Dashwood : Sonia Ricœur, directrice de l'Institut médico-légal ( saison 3 ; invitée saison 4 )

### Acteurs invités et secondaires
- Laurent Maurel : Joël Baupin (pilote)
- Philippe Caulier : Roméo Charron (pilote)
- Nathan Courgeon : Mathis Doisneau (pilote)
- Amandine Pommier : Louise Marsy (pilote)
- Pascal Lambert : Franck Marsy (pilote)
- Éric Bougnon : Jean-Baptiste Delorme (pilote)
- Julie Hercberg : Sonia Launay (pilote)
- Romain Deroo : Marc Foccard (pilote)
- Martin Bacquey : Gabriel Launay (pilote)
- Ginger : Monsieur (le chien) (pilote)
- Maïtena Biraben : Lisa (ép. 2 saison 1)
- Sophie Ricci : Véronique Doisneau (ép. 2 saison 1)
- Marianne Ploquin : Marie Sellam (ép. 2 saison 1)
- Jan Caplin : Mathieu Sellam (ép. 2 saison 1)
- Marine Segalen : Eléonore Rebard (ép. 2 saison 1)
- Juliette Coulon : Sophie (ép. 2 saison 1)
- Frédéric Bouchet : commissaire divisionnaire (ép. 2 saison 1)
- Jérôme Thibault : chef neuro (ép. 2 saison 1)
- Frédéric Kneip : Docteur Frachon (ép. 2 saison 1)
- Jeff Bigot : garde forestier (ép. 2 saison 1)
- Chantal Ravalec : Judith Sellam (ép. 2 saison 1)
- Emmanuelle Cazal : dame accueil 1 (ép. 2 saison 1)
- Sophie Vaslot : dame accueil 2 (ép. 2 saison 1)
- Rudy Basset : planton (ép. 2 saison 1)
- Marie Dompnier : Nathalie Lautremer (ép. 3 saison 1)
- Laurent Bateau : Olivier Girardon (ép. 3 saison 1)
- Hubert Delattre : Pierre le taxidermiste (ép. 3 et 4 saison 1)
- Abraham Belaga : Xavier Ligier (ép. 3 saison 1)
- Stéphanie Cassignard : Valérie Lautremeer (ép. 3 saison 1)
- Ania Bohomolec : Marthe Ligier (ép. 3 saison 1)
- Paul-Adrien Bénéro : Erwann Le Gurierrec (ép. 3 saison 1)
- Julie Uteau : infirmière (ép. 3 saison 1)
- François Nuyttens : professeur de méditation (ép. 3 saison 1)
- Jihane Trabelsi : Blanche Ligier (ép. 3 saison 1)
- Antoine Basler : Robinson (ép. 4 saison 1)
- Yann Sundberg : Velasquez (ép. 4 saison 1)
- Hélène Médigue : Véronique Doisneau (épisode 3 saison 2)
- Claire Borotra : Nadine Amblard (épisode 3 saison 2)

Paul-Adrien Bénéro: Erwan leguerec (épisode 3 saison 1)

## Épisodes

### Saison 1
1. Pilote : La légiste
2. Fou volant[3]
3. La mort vivante[4]
4. L'hermaphrodite[4]

### Saison 2
1. La survivante[5] : Une femme d'une cinquantaine d'années est retrouvée étranglée dans la forêt. Alex est étonnée de la musculature particulièrement développée de la victime et constate, sur son corps, la présences de cicatrices grossières et la trace de nombreuses fractures anciennes. Alex va devoir reconstituer un véritable puzzle qui va l'emmener jusqu'à l'enfance bien particulière de sa victime.
2. La peste[6],[7]
3. Le miracle[8]

### Saison 3
1. Dans la peau[9] : Un homme tatoué de la tête aux pieds est retrouvé mort dans une barque, sur les rives de la Garonne. Alors qu'Antoine creuse les différends familiaux autour de la victime, Alexandra est persuadée que la clé de l'énigme se trouve cachée quelque part dans ses tatouages. Ces derniers vont en effet l'amener à comprendre ce qui a causé la mort de ce professeur apparemment sans histoire. Mais évidemment, les apparences se révèleront trompeuses, surtout en matière de tatouage, où tout repose précisément sur les apparences...
2. Sans visage[10] : Le corps d'un homme est découvert sur une île isolée au milieu de la Gironde. Un étrange masque vénitien blanc lui recouvre le visage. Cependant lorsque Alexandra retire ce masque, elle découvre stupéfaite que la peau du visage a disparu. Quel message l'assassin veut-il faire passer ? La médecin légiste va mettre toute son ingéniosité et son talent au service de sa victime, artisan sans histoire, père et mari exemplaire. C'est dans son passé qu'Alex ira chercher la vérité.

### Saison 4
1. Cœur de pierre[11]
2. Puzzle au zoo : Au zoo de Pessac, une journée ordinaire prend un virage inattendu : un guépard joue avec ce qui semble être des restes humains. Dépêchée sur place, Alexandra Ehle constate effectivement qu'un corps a été dispersé dans les enclos des fauves. Après un minutieux travail d'identification à partir de fragments épars, Alex parvient à découvrir l'identité de la victime : il s'agit d'un militaire, instructeur dans un régiment de parachutistes.

### Saison 5
1. Message pour l’éternité[12]
2. La femme bleue[13]
3. Feu sacré : Le corps de Gabriel Leroy dérive sur un radeau le long de la Leyre, dans la forêt des Landes. Il est retrouvé par un promoteur. A l'institut médico-légal, Alexandra Ehle porte son attention sur un détail singulier : le tatouage de Sainte Agathe, patronne des incendies, ornant le torse de la victime. Elle comprend rapidement que Gabriel était un coupeur de feu, un guérisseur. Se dessine alors une galerie de suspects, tous liés à cet homme solitaire qui vivait dans une cabane.
4. L'effet miroir : Près de la plage de Lacanau, deux corps rigoureusement identiques sont découverts à quelques centaines de mètres l'un de l'autre. Il s'agit de ceux des frères Gramont, des jumeaux monozygotes, tous deux surfeurs réputés. Alexandra Ehle constate qu'ils sont morts à une heure d'intervalle, laissant à une erreur initiale de cible de la part du meurtrier.

### Épisode spécial: Œil pour œil
Crossover avec Astrid et Raphaëlle tourné du 20 septembre au 16 octobre 2023 à Bordeaux et ses environs,. 

La diffusion commence par la Belgique le 22 février 2024 sur La Une.

La diffusion en France est lancée le 1er novembre 2024 sur France 2.

## Audiences
| no | Titre                   | Date de diffusion France | Téléspectateurs | Part d'audience | Classement | Référence |
| -- | ----------------------- | ------------------------ | --------------- | --------------- | ---------- | --------- |
| 1  | Pilote                  | 27 mars 2018             | 4 240 000       | 17,7 %          | 2e         | [ 16 ]    |
| 2  | Fou volant              | 18 décembre 2018         | 4 030 000       | 16,7 %          | 1er        | [ 17 ]    |
| 3  | La mort vivante         | 8 octobre 2019           | 4 000 000       | 18,2 %          | 1er        | [ 18 ]    |
| 4  | L'hermaphrodite         | 15 octobre 2019          | 4 040 000       | 18 %            | 1er        | [ 19 ]    |
| 5  | La survivante           | 22 septembre 2020        | 3 650 000       | 16,9 %          | 2e         | [ 20 ]    |
| 6  | La peste                | 26 janvier 2021          | 4 380 000       | 18,6 %          | 1er        | [ 21 ]    |
| 7  | Le miracle              | 2 février 2021           | 4 910 000       | 21,1 %          | 1er        | [ 22 ]    |
| 8  | Dans la peau            | 22 février 2022          | 4 400 000       | 19,9 %          | 1er        | [ 23 ]    |
| 9  | Sans visage             | 29 novembre 2022         | 4 570 000       | 21,3 %          | 1er        | [ 24 ]    |
| 10 | Cœur de pierre          | 3 octobre 2023           | 3 050 000       | 15,1 %          | 2e         | [ 25 ]    |
| 11 | Puzzle au zoo           | 24 octobre 2023          | 4 180 000       | 19,3 %          | 1er        | [ 26 ]    |
| 12 | Message pour l'éternité | 10 décembre 2024         | 4 030 000       | 20,2 %          | 1er        | [ 27 ]    |
| 13 | La femme bleue          | 17 décembre 2024         | 4 650 000       | 25,4 %          | 1er        | [ 28 ]    |
| 14 | Feu sacré               | 11 mars 2025             | 4 065 000       | 20,4 %          | 1er        | [ 29 ]    |
| 15 | L'effet miroir          | 18 mars 2025             | 3 835 000       | 20,9 %          | 1er        | [ 30 ]    |

Légende
- Les plus hauts chiffres d'audience
- Les plus bas chiffres d'audience

## Accueil critique
Le magazine belge Moustique estime que la série « pourrait trouver son public, malgré une réalisation pas toujours heureuse ». Pour la journaliste Claire Varin « cette nouvelle héroïne récurrente […] semble parfaitement coller à l'image de son interprète », tout comme le personnage de la capitaine Marleau, créé également par Elsa Marpeau. Lors de la diffusion du deuxième épisode, le même magazine estime que « malgré une écriture aussi fantasque que l'héroïne, la prestation des acteurs est plus que convaincante ».